# Parc naturel des lacs de Ruidera
Le parc naturel des lacs de Ruidera (Parque Natural de las Lagunas de Ruidera (es)) est situé dans la plaine et province historique de La Mancha ; il se partage entre la province de Ciudad Real et  celle d'Albacete, toutes deux dans la communauté autonome de Castilla-La Mancha en Espagne.

## Généralités
Son altitude va de 800 à 1 000 m. Il inclut 15 petits lacs (anciennement 16) situés sur le cours du Guadiana supérieur (Guadiana Alto), les lagunas de Ruidera également surnommés "les miroirs de La Mancha", séparés les uns des autres par des barrières naturelles de travertin et se succédant sur environ 20 km le long de leur vallée en direction sud-est / nord-ouest. Le dénivelé total est de 128 m. Le ruisseau qui s'en échappe continue à couler en direction nord-ouest puis disparaît dans le sol. En aval de cette succession de lacs naturels, et toujours dans le parc, on trouve le réservoir de Peñarroya créé par le barrage du même nom.
On y trouve le château de Peñarroya, les ruines du château de Rochafrida, la grotte de Montesinos chère à Don Quichotte, et la maison du Roi au village de Ruidera. Sa superficie totale est d'environ 38 km2.

## Géologie
Le sous-sol en cette région est d'origine karstique, c'est-à-dire essentiellement de calcaire miné de cavités naturelles, trous, fissures et autres éléments structuraux induisant une grande porosité.

## Liste des lacs
Il y a maintenant 15 lacs plus le réservoir. D'amont en aval, on trouve :
- Lac Blanca (Ciudad Real)
- Lac Conceja (Albacete)
- Lac Tomilla (Albacete)
- Lac Tinaja (Albacete)
- Lac San Pedro (Albacete)
- [Lac Taza] (ce lac a été drainé pour faire place à un terrain de camping)
- Lac Redondilla (Albacete)
- Lac Lengua (Albacete)
- Lac Salvadora (Albacete)
- Lac Santos Morcillo (Albacete)
- Lac Batana (Albacete)
- Lac Colgada (Albacete)
- Lac Del Rey (Ciudad Real)
- Lac Cueva Morenilla (Ciudad Real)
- Lac Coladilla (Ciudad Real)
- Lac Cenagosa (Ciudad Real)
- réservoir de Peñarroya (Ciudad Real)

Lac Colgada

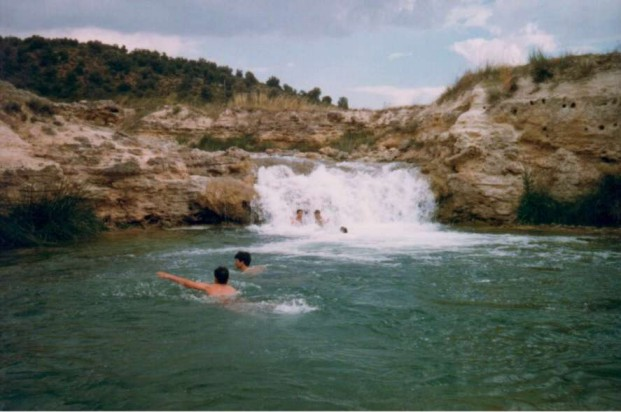
Baignade dite "Plaza de Toros" ou "Baño de las Mulas", cascade du lac Tomilla se déversant dans le lac Tinaja
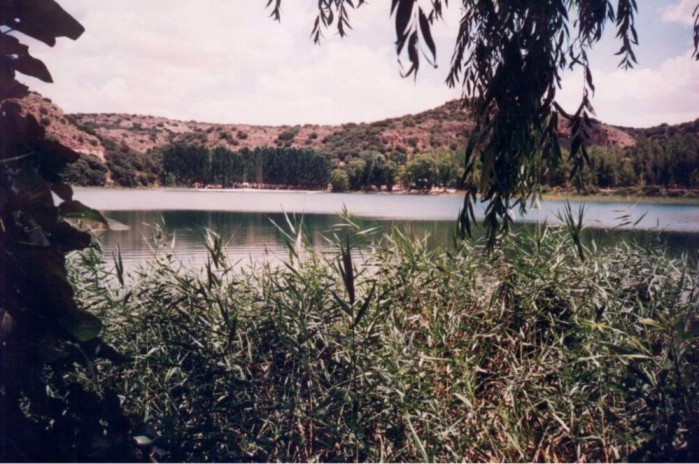
Lac Salvadora vu du lac Santos Morcillo
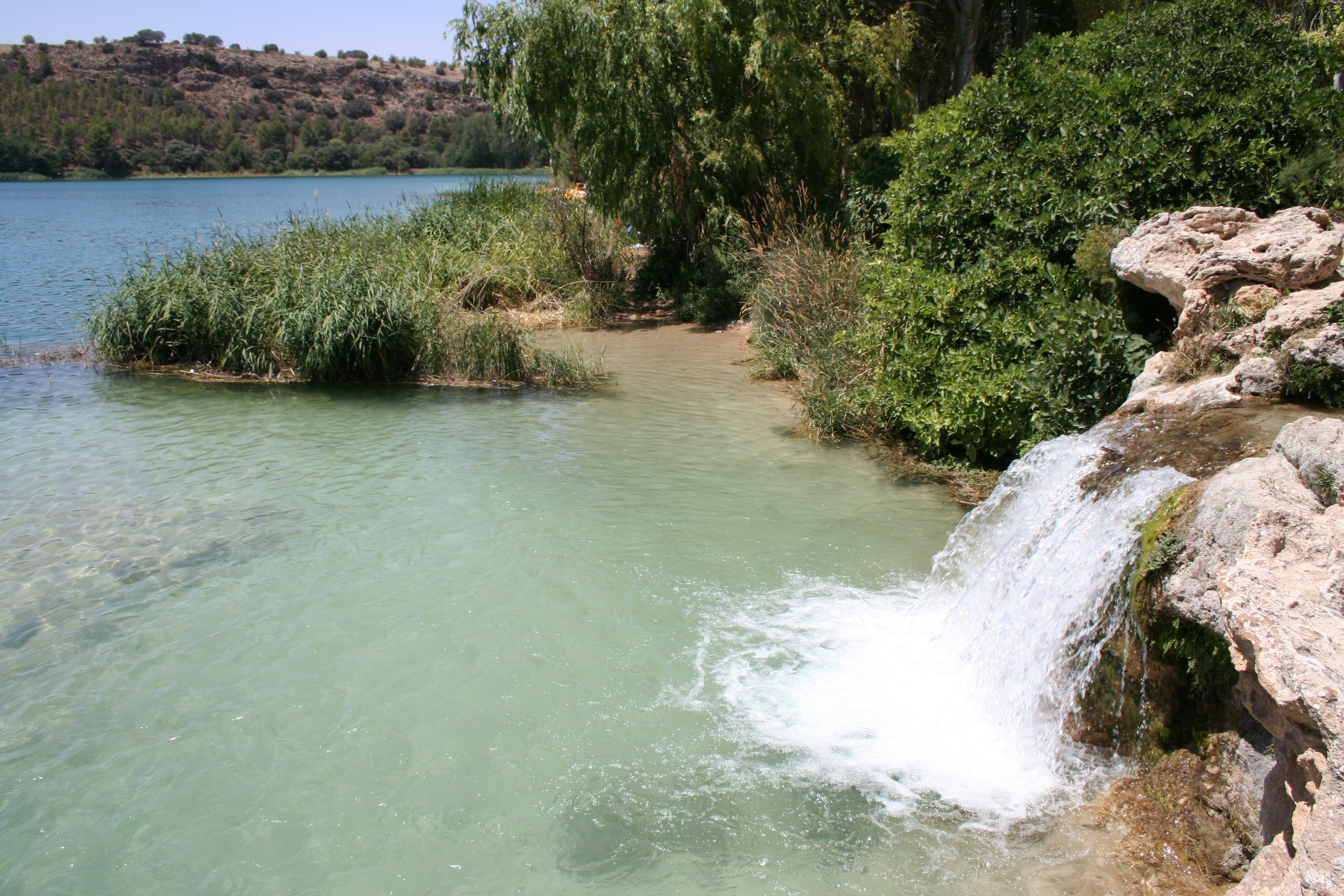
Cascade du lac Salvadora se déversant dans le lac Santos Morcillo
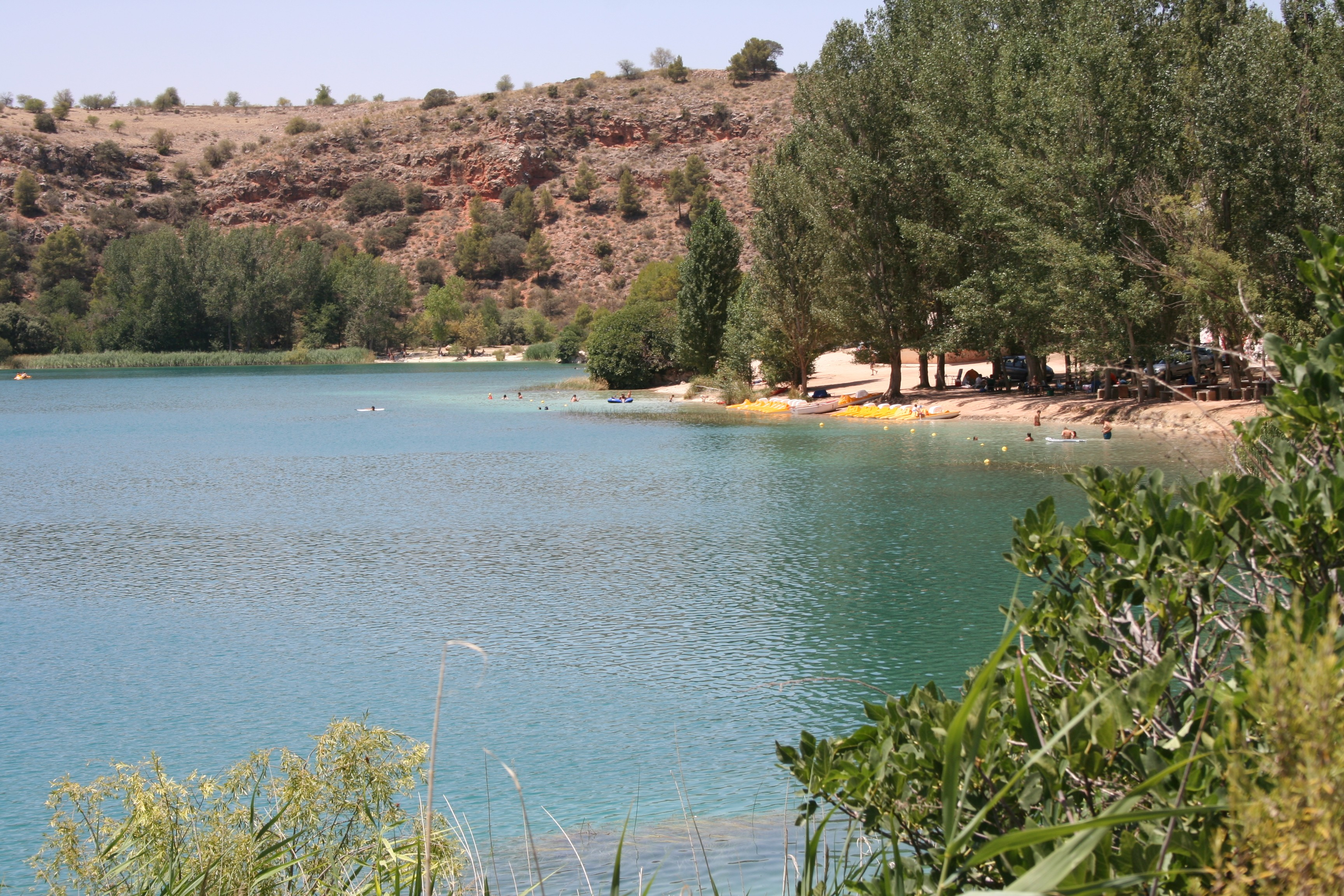
Plage du lac Santos Morcillo
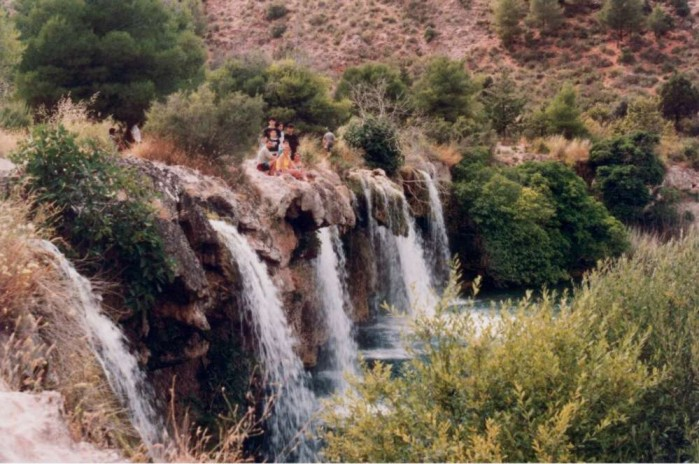
Cascade du lac Santos Morcillo se déversant dans le lac Batana
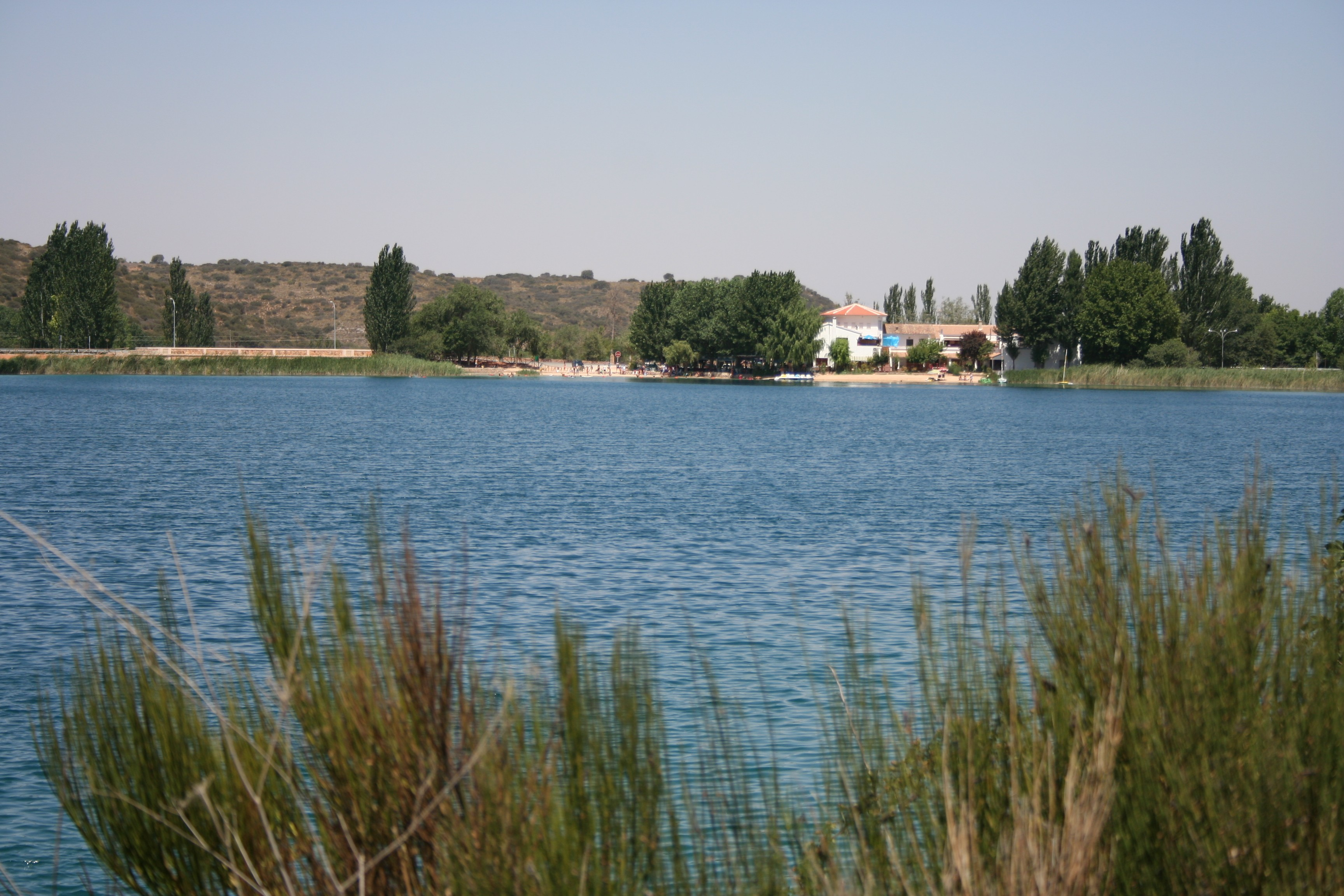
Lac del Rey
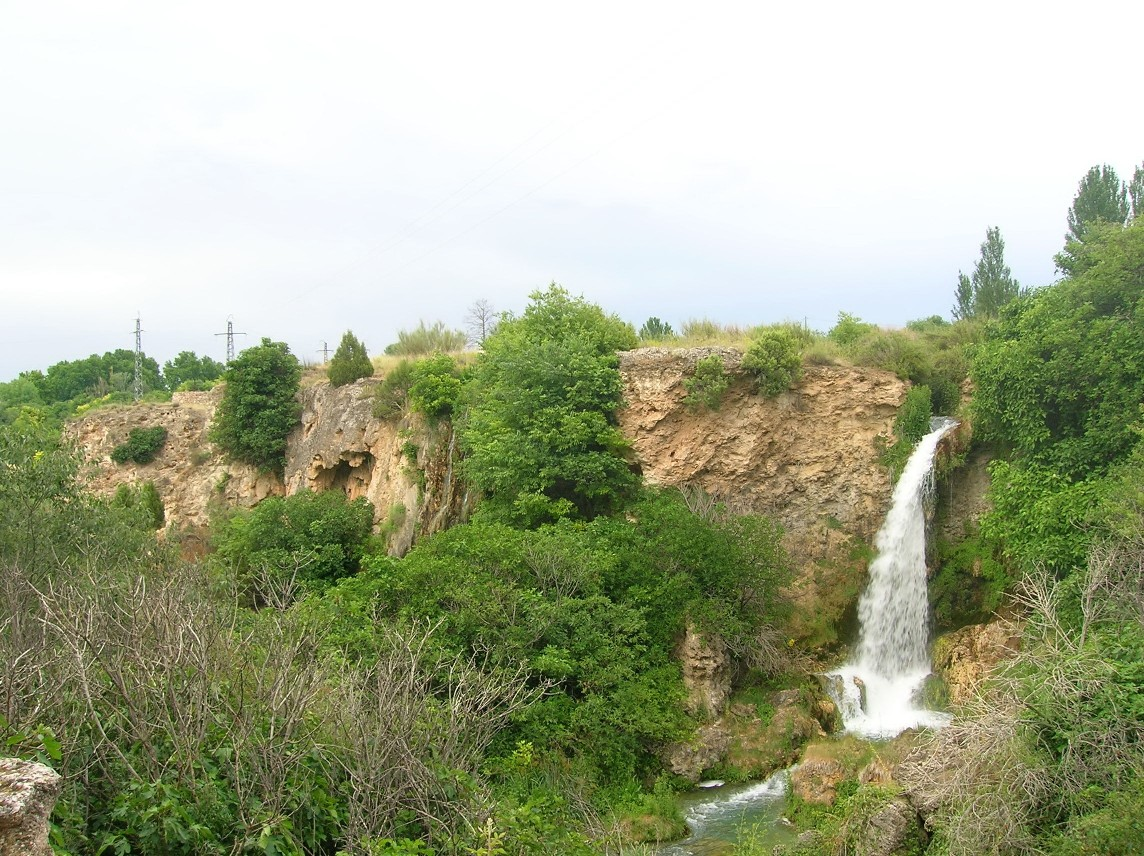
"El Hundimiento", cascade se déversant du lac del Rey dans le lac Cueva Morenilla

## Faune
Le parc est un refuge pour les oiseaux aquatiques.

## Conservation
L'UNESCO a inclus le parc naturel dans la réserve de biosphère Mancha Húmeda. Le parc est une zone tampon pour le parc national des Tablas de Daimiel, cœur de la réserve de biosphère.
Le parc est également inclus dans le site Ramsar des lagunes de Ruidera depuis le 23 septembre 2011.

## Tourisme

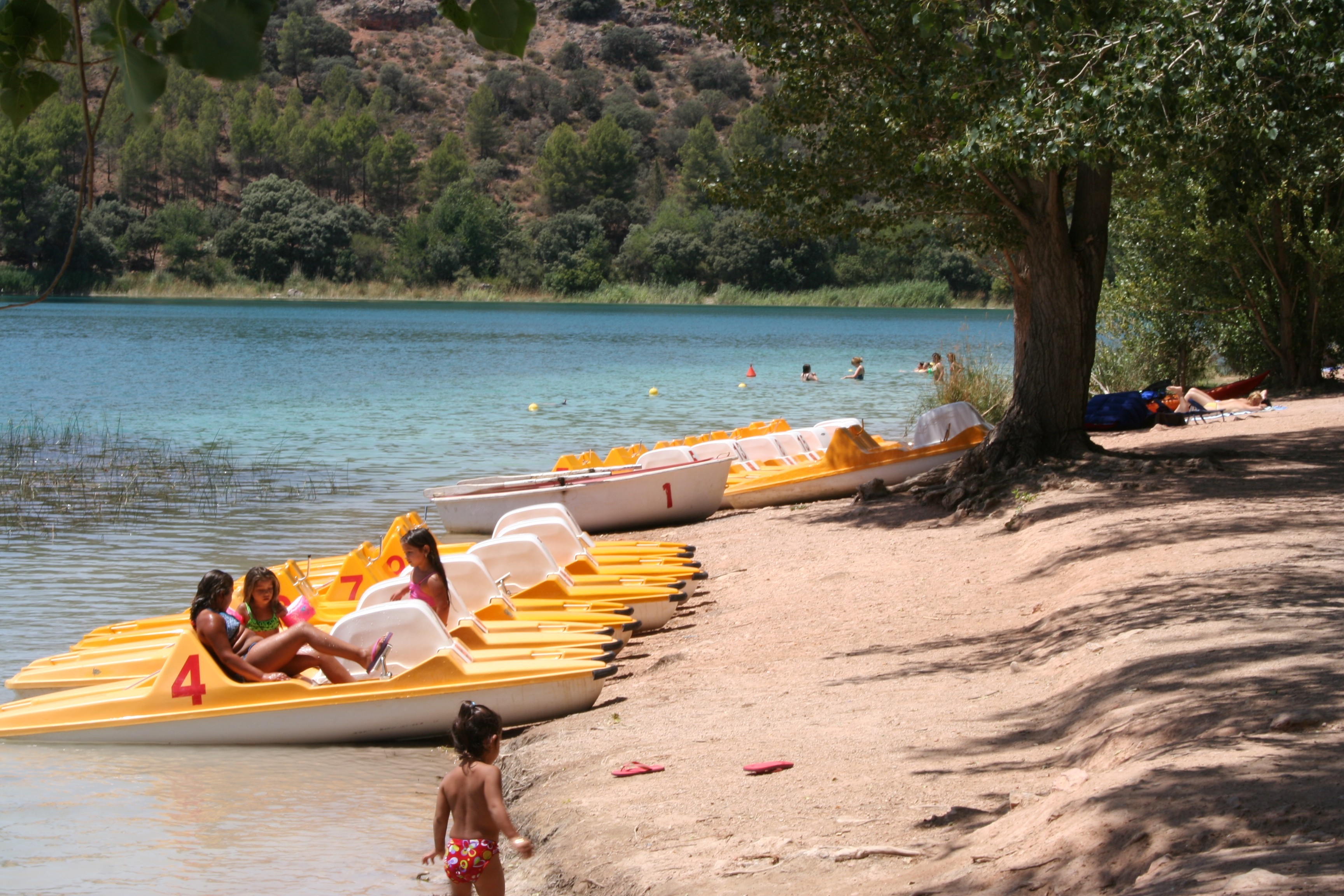
Pédalos sur le lac Santos Morcillo

Randonnées à pied, à cheval ou à vélo, canoë/kayak, natation, plongée, pêche, observation des oiseaux et de la faune et flore en général, spas, découverte des vins et fromages locaux (le Manchego)…

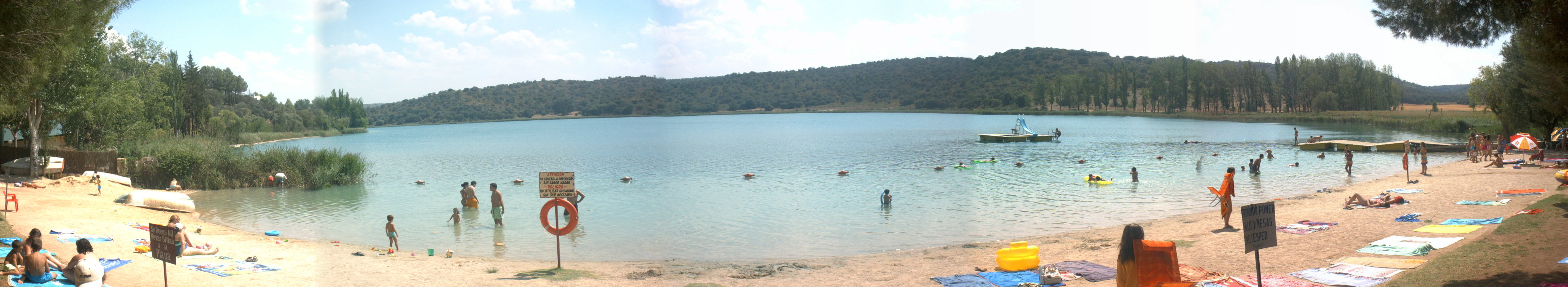
Plage du lac Colgada

## Accès
Le parc est traversé par la route nationale N430 (Badajoz-Valence via Munera). Ruidera est sur cette route, avec Manzanares à environ 50 km et Ciudad Real à 100 km à l'ouest, et Albacete à 100 km à l'est.

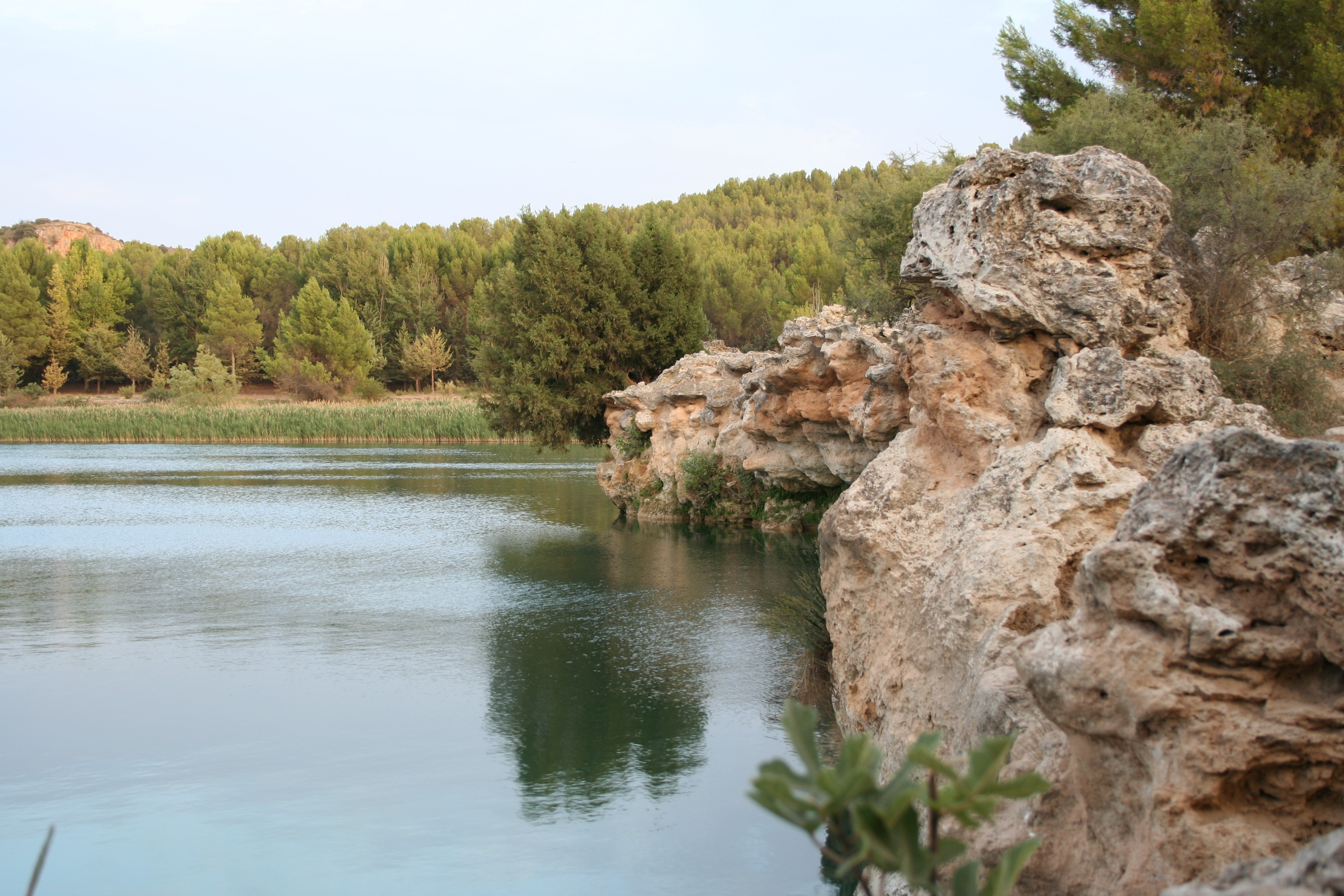
Barre de travertin qui sépare le lac Salvadora du lac Santos Morcillo
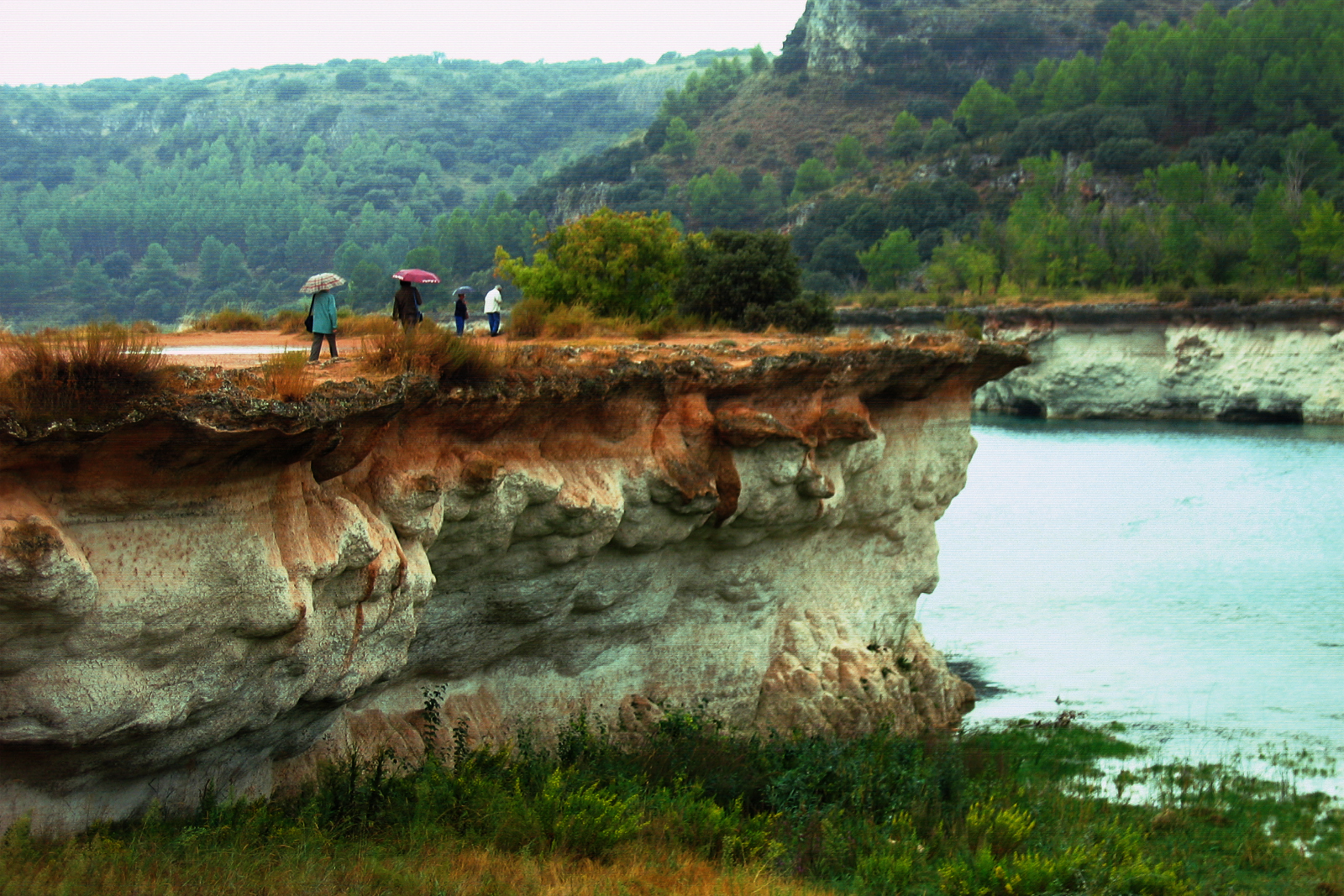
Parc Naturel des lacs de Ruidera
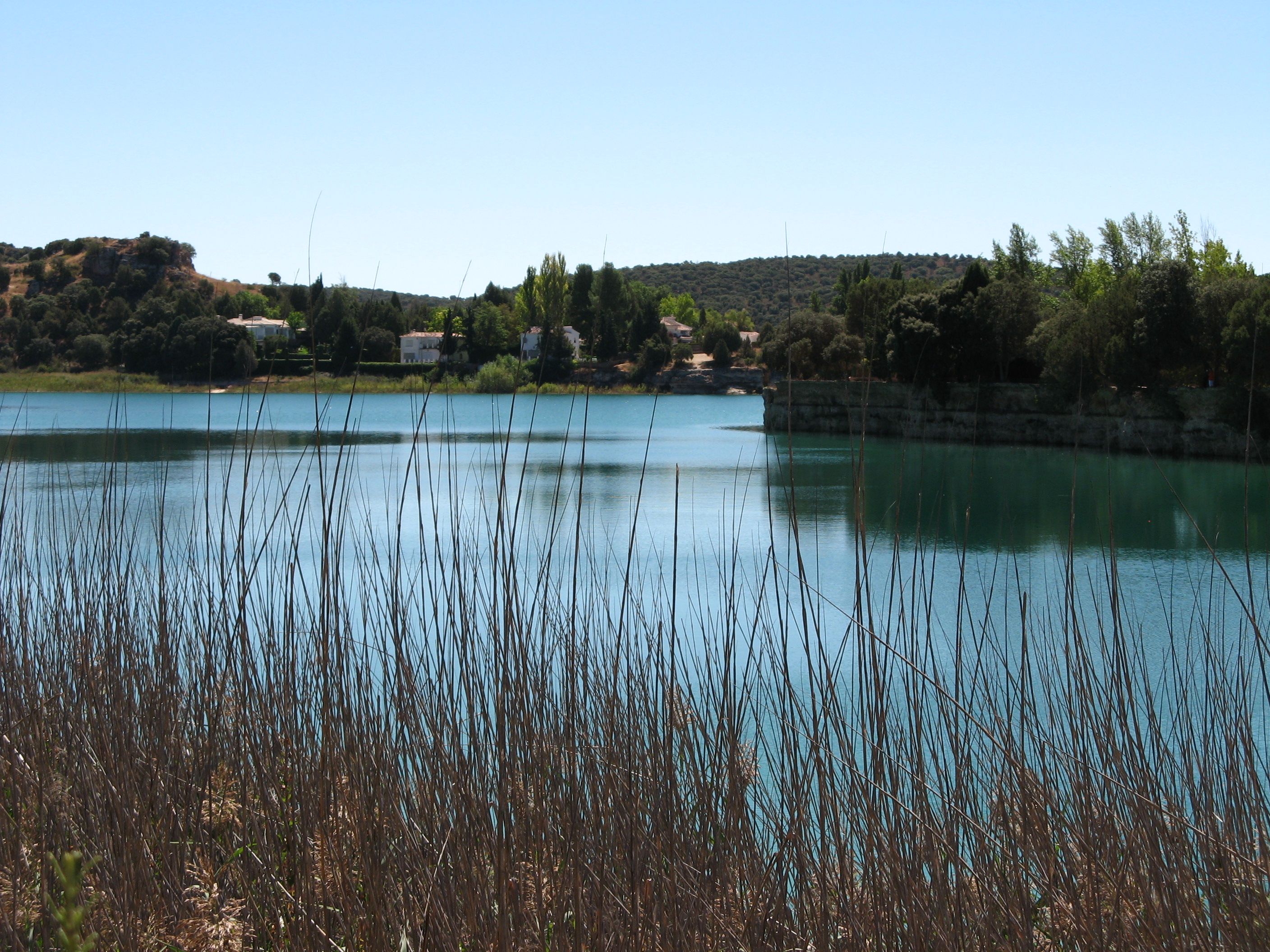
Lac de Ruidera